# Danh sách loài của Cololejeunea
Dưới đây là danh sách loài thuộc chi rêu tản Cololejeunea.
GBIF ghi nhận 534 loài (tính đến tháng 6 năm 2023), còn World Flora Online chỉ ghi nhận 494 loài.

## A
- Cololejeunea abnormis Mizut.
- Cololejeunea acuminata Mizut.
- Cololejeunea adhaesiva (Mitt.) R.M.Schust.
- Cololejeunea adnata Tixier
- Cololejeunea aequabilis (Sande Lac.) Schiffn.
- Cololejeunea africana (Steph.) R.M.Schust.

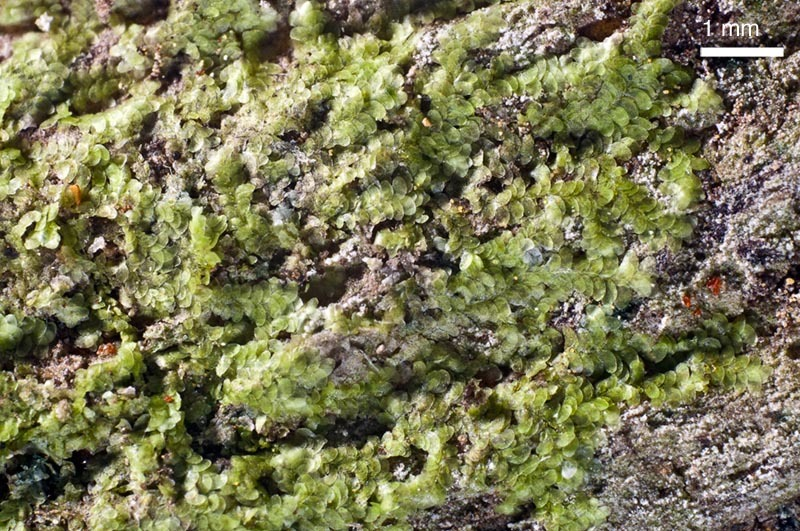
Cololejeunea appressa

- Cololejeunea albodentata P.C.Chen & P.C.Wu
- Cololejeunea altimontana Pócs
- Cololejeunea amaniensis Pócs
- Cololejeunea ambeliensis Tixier
- Cololejeunea amieuensis Tixier
- Cololejeunea amphibola B.M.Thiers
- Cololejeunea andamanensis M.Dey & D.K.Singh
- Cololejeunea andapania Tixier
- Cololejeunea androgyna Benedix
- Cololejeunea androphylla E.W.Jones
- Cololejeunea angulata (Steph.) Mizut.
- Cololejeunea angustibracteata Schiffn. ex P.Syd.
- Cololejeunea angustiflora (Steph.) Mizut.
- Cololejeunea angustiloba (Horik.) Mizut.
- Cololejeunea ankaiana Tixier
- Cololejeunea antillana Pócs
- Cololejeunea apiahyna (Stephani) O.Yano
- Cololejeunea apiculata (E.W.Jones) R.M.Schust.
- Cololejeunea appressa (A.Evans) Benedix
- Cololejeunea arfakiana Pocs & J.Eggers
- Cololejeunea armata Tixier
- Cololejeunea arrectifolia (Mitt.) Steph.
- Cololejeunea astyla Mizut.
- Cololejeunea attilana Pócs
- Cololejeunea augieri Tixier
- Cololejeunea aurantia (Tixier) Thouvenot
- Cololejeunea auriculata (E.W.Jones) R.M.Schust.
- Cololejeunea australis Tixier
- Cololejeunea autoica (Steph.) Grolle
- Cololejeunea azorica V.Allorge & Jovet-Ast

## B

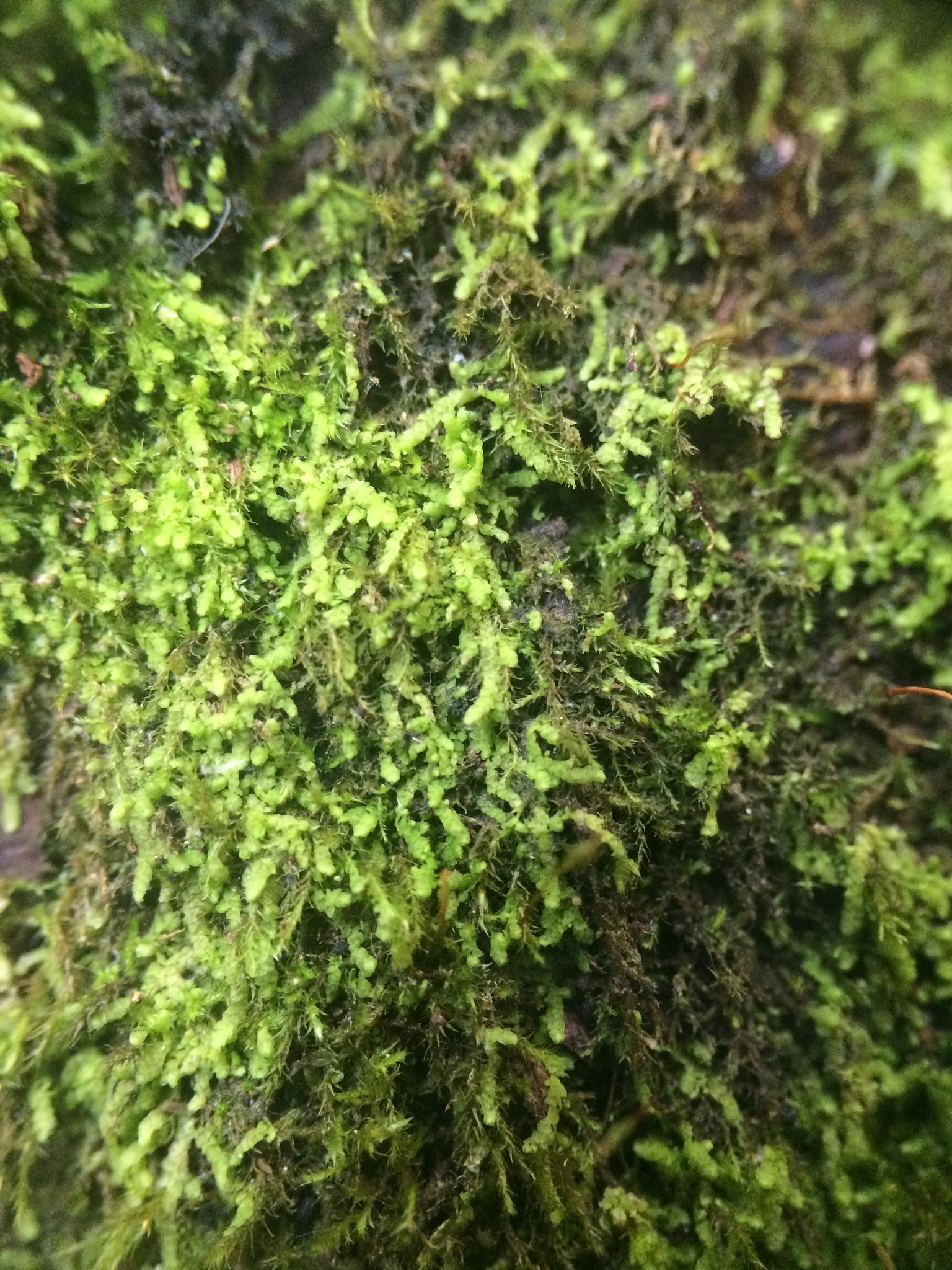
Cololejeunea biddlecomiae

- Cololejeunea bachmaensis Tixier
- Cololejeunea balansae (Stephani) Mizut.
- Cololejeunea bandamiae Tixier
- Cololejeunea baudoinii Tixier
- Cololejeunea bebourensis Tixier
- Cololejeunea bekkeri Tixier
- Cololejeunea bergmansiana Tixier
- Cololejeunea berneckerae Pócs
- Cololejeunea bhutanica Grolle & Mizut.
- Cololejeunea biddlecomiae (Austin) A.Evans
- Cololejeunea bidentula (Steph.) E.W.Jones
- Cololejeunea bifalcata Pócs
- Cololejeunea bischleriana Tixier
- Cololejeunea blepharophylla Pócs
- Cololejeunea bokorensis Tixier
- Cololejeunea bolombensis (Stephani) Vanden Berghen
- Cololejeunea bolovenensis Tixier
- Cololejeunea bontocensis Tixier
- Cololejeunea borbonica Tixier
- Cololejeunea borhidiana Pócs
- Cololejeunea bosseriana Tixier
- Cololejeunea brunelii Tixier

## C
- Cololejeunea caihuaella But & P.C.Wu
- Cololejeunea cairnsiana Pócs
- Cololejeunea calcarata E.W.Jones
- Cololejeunea calcarea (Lib.) Steph.
- Cololejeunea caledonica Gottsche
- Cololejeunea cambodiana Tixier
- Cololejeunea camillii (Lehm.) A.Evans

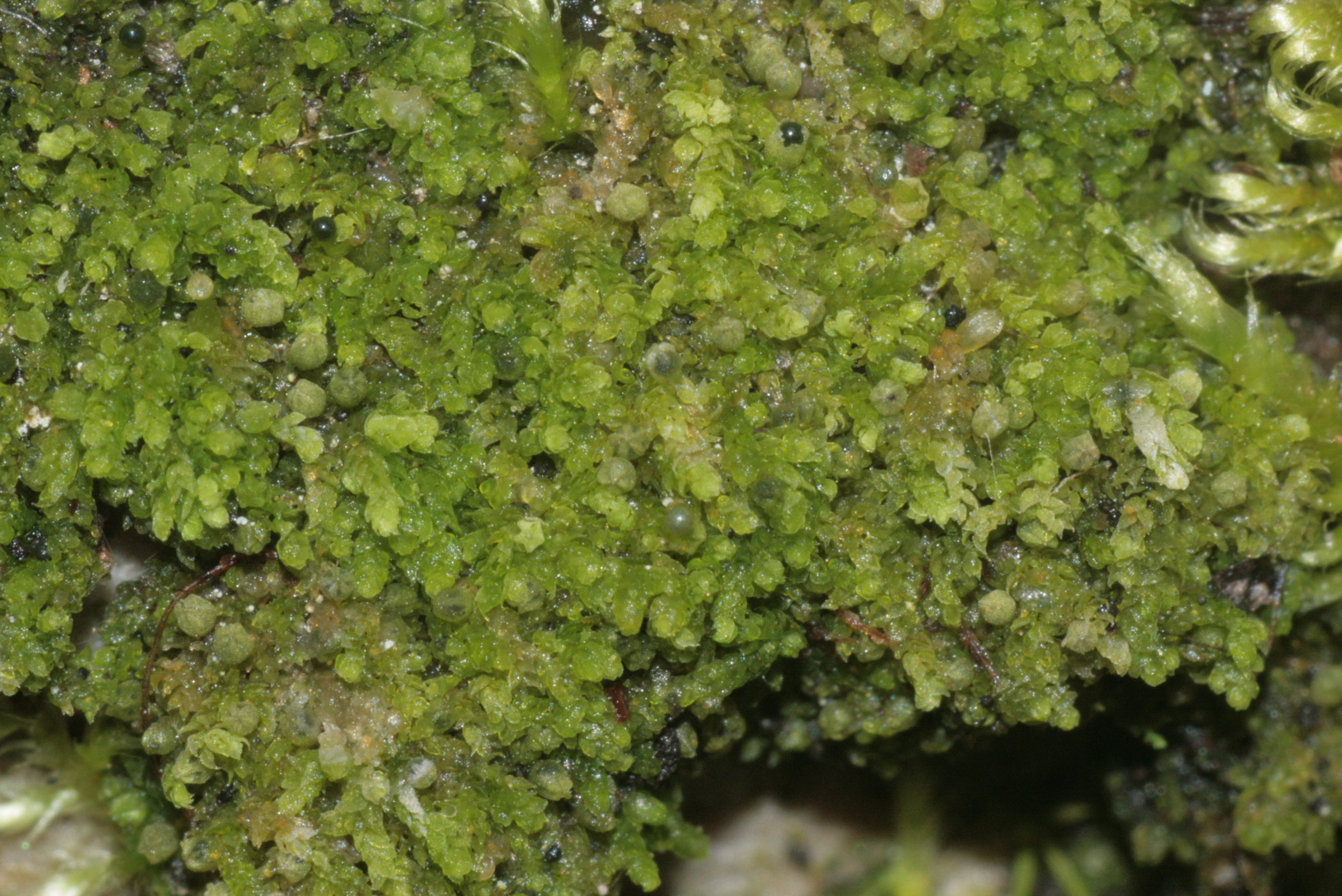
Cololejeunea calcarea

- Cololejeunea campanulata Benedix
- Cololejeunea camusii Tixier
- Cololejeunea capuronii Tixier
- Cololejeunea cardiocarpa (Mont.) A.Evans
- Cololejeunea cardiocarpioides Tixier
- Cololejeunea casuarinae (Stephani) R.M.Schust.
- Cololejeunea ceatocarpa (Ångstr.) Steph.
- Cololejeunea ceratilobula (P.C.Chen) R.M.Schust.
- Cololejeunea ceylanica Onr.
- Cololejeunea chamlongiana Tixier
- Cololejeunea chenii Tixier
- Cololejeunea chinii Tixier
- Cololejeunea chittagongensis Tixier
- Cololejeunea chrysanthemi Tixier
- Cololejeunea chuahiana Pócs
- Cololejeunea ciliata Pócs
- Cololejeunea ciliatilobula (Schiffner) Schiffner
- Cololejeunea cingens (Herzog) Bernecker & Pócs
- Cololejeunea clavatopapillata Steph.
- Cololejeunea cocoscola Tixier
- Cololejeunea comptonii (Pearson) H.A.Mill.
- Cololejeunea conchaefolia (Gottsche) Gradst.
- Cololejeunea conchifolia (Gottsche) Gradst.
- Cololejeunea contractiloba A.Evans
- Cololejeunea cookei A.Evans
- Cololejeunea cordiflora Steph.
- Cololejeunea cordifolia (Stephani) R.M.Schust.
- Cololejeunea cornuta E.W.Jones
- Cololejeunea cornutissima (R.M.Schust.) Stotler & Crand.-Stotl.
- Cololejeunea costaricensis (Bern.-Lück.) Bernecker & Pócs
- Cololejeunea crassipapillata Tixier
- Cololejeunea crateris Pócs
- Cololejeunea cremersii Tixier
- Cololejeunea crenata A.Evans) Pócs
- Cololejeunea crenulata (Pearson) H.A.Mill.
- Cololejeunea cristata (Steph.) R.M.Schust.
- Cololejeunea cubensis Pócs
- Cololejeunea cucullifolia (Herzog) E.A.Hodgs.
- Cololejeunea cuneata (Lehm. & Lindenb.) Herzog
- Cololejeunea cuneifolia Steph.

## D
- Cololejeunea dadeuniana Tixier
- Cololejeunea dalatensis Tixier

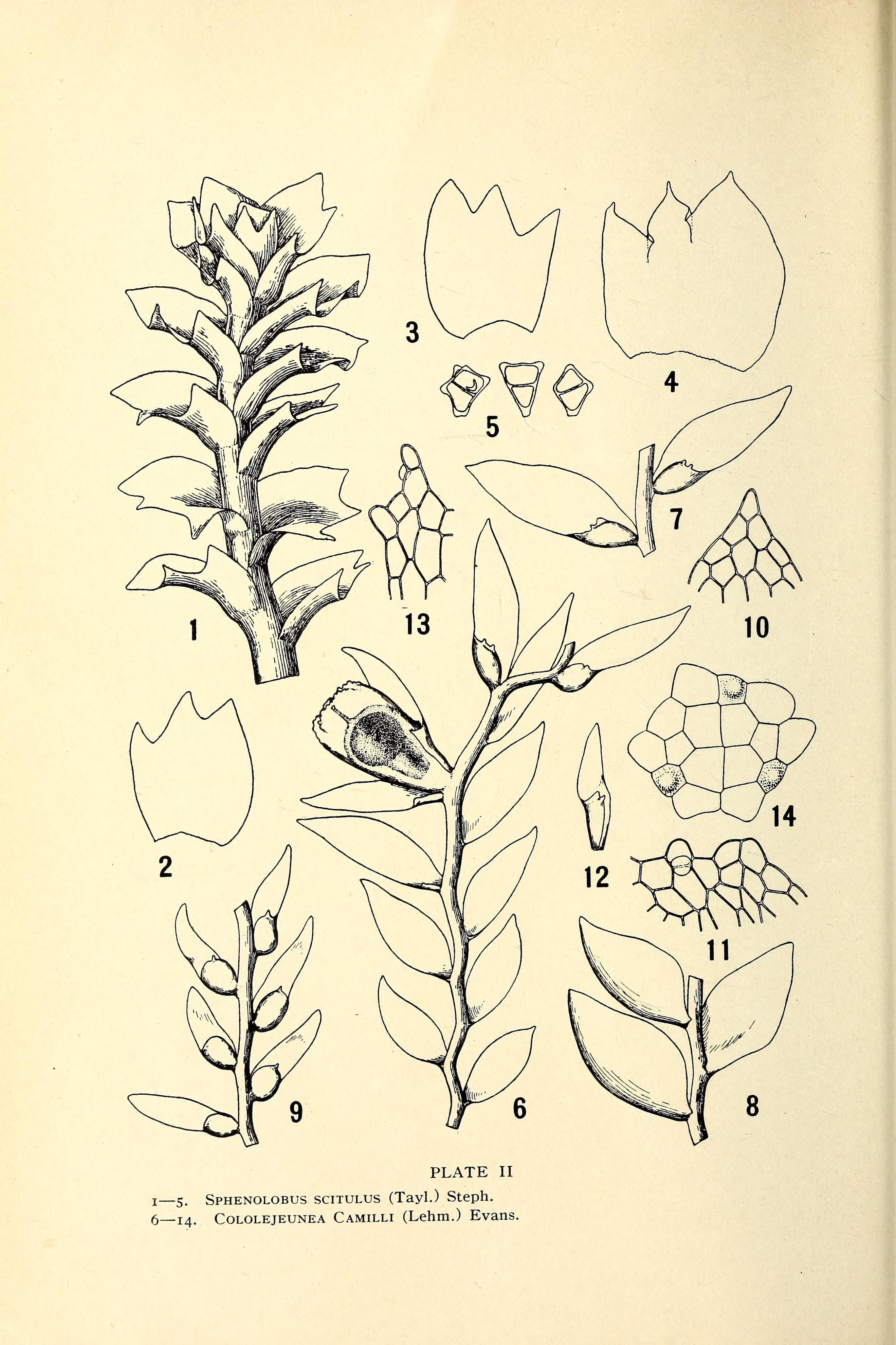
Hình minh họa (6—14) củaCololejeunea camillii (1912)

- Cololejeunea dankiaensis Tixier
- Cololejeunea dauphinii R.L.Zhu
- Cololejeunea decemplicata (Steph.) Tixier
- Cololejeunea decliviloba Steph.
- Cololejeunea dentata (E.W.Jones) R.M.Schust.
- Cololejeunea denticulate (Horik.) S.Hatt, 1944
- Cololejeunea dentifolia Udar & G.Srivast.
- Cololejeunea dentilobula (Steph.) R.M.Schust.
- Cololejeunea deroinii Tixier
- Cololejeunea desciscens Steph.
- Cololejeunea deslooveri Vanden Berghen
- Cololejeunea dianae M.Wigginton
- Cololejeunea diaphana A.Evans
- Cololejeunea dilatata (Steph.) Mizut.
- Cololejeunea dinghuiana R.L.Zhu & Y.F.Wang
- Cololejeunea diplasiolejeunoides Tixier
- Cololejeunea disciflora Tixier
- Cololejeunea dissita E.W.Jones
- Cololejeunea distalopapillata (E.W.Jones) R.M.Schust.
- Cololejeunea dolichodonta Tixier
- Cololejeunea dolichostyla (Herzog) Benedix ex J.J.Engel & B.C.Tan
- Cololejeunea dozyana (Sande Lac.) Schiffn.
- Cololejeunea drepanolejeuneoides (Horik.) R.M.Schust.
- Cololejeunea duvignaudii E.W.Jones
- Cololejeunea dzumacensis Tixier
- Cololejeunea dzurnacensis Tixier

## E
- Cololejeunea ecuadoriensis Pócs
- Cololejeunea effusa (Mitt.) Steph.
- Cololejeunea elegans Steph.
- Cololejeunea elephantorum Tixier
- Cololejeunea elizabethae Meagher & Pócs
- Cololejeunea ellipsoidea R.M.Schust.
- Cololejeunea ensifera Tixier
- Cololejeunea ensifolia (Spruce) Herzog
- Cololejeunea ephemeroides (R.M.Schust.) Stotler & Crand.-Stot.
- Cololejeunea epiphylla G.Asthana & A.Shukla
- Cololejeunea equialbi Tixier
- Cololejeunea erostrata (Herzog) Bernecker & Pócs
- Cololejeunea estipulata (Gottsche ex Stephani) Tixier
- Cololejeunea eustacei Pócs
- Cololejeunea evansii Tixier

## F
- Cololejeunea fadenii Pocs
- Cololejeunea falcata (Horik.) Benedix
- Cololejeunea falcatoides Benedix
- Cololejeunea falcidentata R.M.Schust.
- Cololejeunea fefeana Tixier
- Cololejeunea fernandeziana Solari
- Cololejeunea filicis (Herzog) Piippo
- Cololejeunea filidens Benedix
- Cololejeunea fischeri Tixier
- Cololejeunea fissilobula Herzog
- Cololejeunea flavicans (Steph.) Mizut.
- Cololejeunea flavida P.C.Wu & J.S.Lou
- Cololejeunea flavovittata Pócs
- Cololejeunea floccosa (Lehm. & Lindenb.) Schiffn.
- Cololejeunea florencei Tixier
- Cololejeunea foliicola S.C.Srivast. & G.Srivast.
- Cololejeunea formosana Mizut.
- Cololejeunea frahmii Tixier
- Cololejeunea fredericii Onr.
- Cololejeunea fructumarginata Tixier
- Cololejeunea frustulum Gottsche ex Benedix
- Cololejeunea furcilobulata (Berrie & E.W.Jones) R.M.Schust.
- Cololejeunea fusca (Steph.) Mizut.

## G
- Cololejeunea geissleriana Tixier
- Cololejeunea gemmifera (P.C.Chen) R.M.Schust.
- Cololejeunea georgiana Tixier
- Cololejeunea goebelii (Gottsche ex K.I.Goebel) Schiffner
- Cololejeunea gottschei (Steph.) Pandé, K.P.Srivast. & Ahmad
- Cololejeunea gottschei (Stephani) Mizut.
- Cololejeunea gracilis (Jovet-Ast) Pócs
- Cololejeunea gradsteinii M.J.Lai & R.L.Zhu
- Cololejeunea gresicola Tixier
- Cololejeunea grolleana Pócs
- Cololejeunea grossepapillosa (Horik.) N.Kitag.
- Cololejeunea grossestyla M.Wigginton
- Cololejeunea grossidens (Stephani) E.W.Jones
- Cololejeunea grushvitzkiana Pócs
- Cololejeunea guadeloupensis Tixier
- Cololejeunea guadelupensis Tixier
- Cololejeunea gynophthalma Benedix

## H
- Cololejeunea hainanensis R.L.Zhu
- Cololejeunea hamata Steph.
- Cololejeunea handelii (Herzog) S.Hatt.
- Cololejeunea harrisii Pócs
- Cololejeunea haskarliana (Lehm.) Schiffn.
- Cololejeunea hasskarliana (Lehm. & Lindenb.) Stephani
- Cololejeunea hattoriana Mizut. & Pócs
- Cololejeunea hebridensis Tixier
- Cololejeunea heinarii Pócs
- Cololejeunea herzogii K.I.Goebel
- Cololejeunea heterolobula Tixier
- Cololejeunea hildebrandii (Austin) Steph.
- Cololejeunea himalayensis (Pandé & Misra) R.M.Schust.
- Cololejeunea hinidumae Onr.
- Cololejeunea hirta (Stephani) S.Hatt.
- Cololejeunea hispidissima Pandé
- Cololejeunea hoabinhiana Tixier
- Cololejeunea hodgsoniae (Herzog) E.A.Hodgs.
- Cololejeunea hoeana Tixier
- Cololejeunea horikawana (S.Hatt.) Mizut.
- Cololejeunea huerlimannii Tixier
- Cololejeunea hungii Tixier
- Cololejeunea hyalina G.Asthana & S.C.Srivast.
- Cololejeunea hyalinomarginata (Nees & Mont.) Grolle

## I
- Cololejeunea indica Pandé & R.N.Misra
- Cololejeunea indosinica Tixier
- Cololejeunea inflata Steph.
- Cololejeunea inflectens (Mitt.) Benedix
- Cololejeunea inflexifolia R.M.Schust.
- Cololejeunea inoueana Mizut.
- Cololejeunea inuena (Stephani) S.Hatt.
- Cololejeunea iradieri M.Infante & Heras
- Cololejeunea irianensis Tixier
- Cololejeunea iwatsukiana (Pócs) Pócs

## J
- Cololejeunea jamesii (Austin) M.E.Reiner & Pócs
- Cololejeunea japonica (Schiffn.) Mizut.
- Cololejeunea javanica (Stephani) Mizut.
- Cololejeunea jelinekii Stephani
- Cololejeunea johannis-winkleri (Herzog) R.L.Zhu
- Cololejeunea jonesii Pócs
- Cololejeunea jovetastiae Tixier
- Cololejeunea jovetastiana (Pócs) Pócs

## K
- Cololejeunea kadamae Kaminura
- Cololejeunea kahuziensis Tixier
- Cololejeunea kamchayana Tixier
- Cololejeunea kapingaensis H.A.Mill.
- Cololejeunea karnatakensis G.Asthana & S.C.Srivast.
- Cololejeunea karstenii (Stephani) Benedix
- Cololejeunea kashyapii Udar & G.Srivast.
- Cololejeunea kegelii Steph.
- Cololejeunea khanii Tixier
- Cololejeunea khawanglungensis Sushil K.Singh
- Cololejeunea khiavensis Tixier
- Cololejeunea kinabalensis Mizut.
- Cololejeunea kiriromensis Tixier
- Cololejeunea kodamae Kamim.
- Cololejeunea kohkongensis Tixier
- Cololejeunea kolombangarae Pócs
- Cololejeunea konratii Pócs
- Cololejeunea koponenii (Pócs) Pócs
- Cololejeunea koratensis Tixier
- Cololejeunea kuciana Pócs & Schäf.-Verw.
- Cololejeunea kulenensis Tixier

## L
- Cololejeunea lacinulata Benedix
- Cololejeunea laevigata (Mitt.) R.M.Schust.
- Cololejeunea laii J.D.Yang & S.H.Lin
- Cololejeunea lanceolata E.W.Jones
- Cololejeunea lanciloba Steph.
- Cololejeunea latilobula (Herzog) Tixier
- Cololejeunea latistyla R.L.Zhu
- Cololejeunea leloutrei (E.W.Jones) R.M.Schust.
- Cololejeunea lemuriana Tixier
- Cololejeunea leonardii Vanden Berghen
- Cololejeunea leonidens Benedix

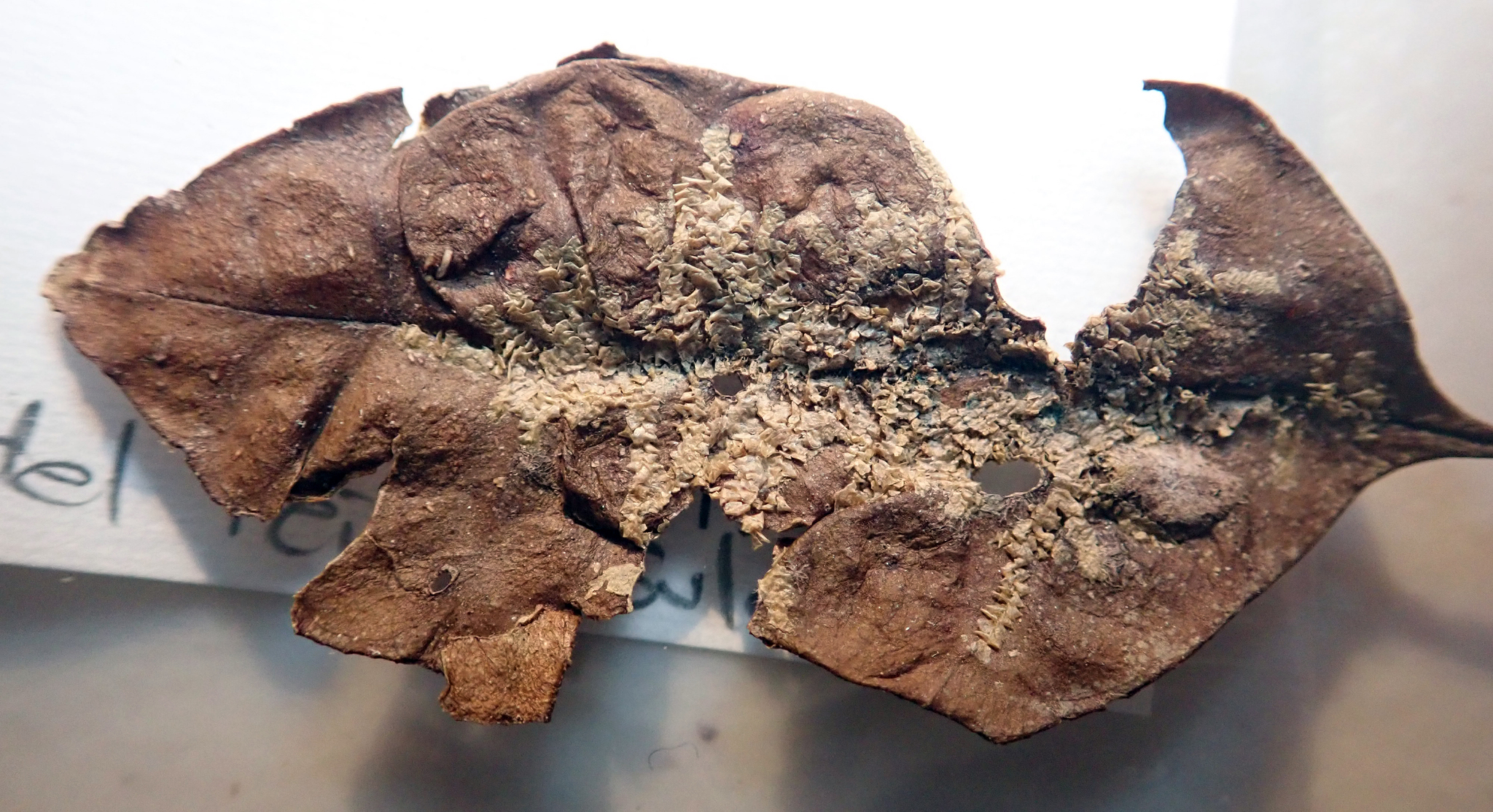
Cololejeunea laevigata

- Cololejeunea leptolejeuneoides (Schiffner) R.M.Schust.
- Cololejeunea lhotzkiana (Hampe) R.M.Schust.
- Cololejeunea lichenyae R.D.Porley, N.G.Hodgetts & M.Wigginton
- Cololejeunea linopteroides H.Rob.
- Cololejeunea lisowskii (Pócs) Pócs
- Cololejeunea littoralis Tixier
- Cololejeunea lobulilineata Tixier
- Cololejeunea lobulolineata Tixier
- Cololejeunea longiana Grolle & Mizut.
- Cololejeunea longifolia (Mitt.) Benedix ex Mizut.
- Cololejeunea longilobula (Horik.) R.M.Schust.
- Cololejeunea longistylis A.Evans

## M
- Cololejeunea mackeeana Tixier
- Cololejeunea macounii (Spruce) A.Evans

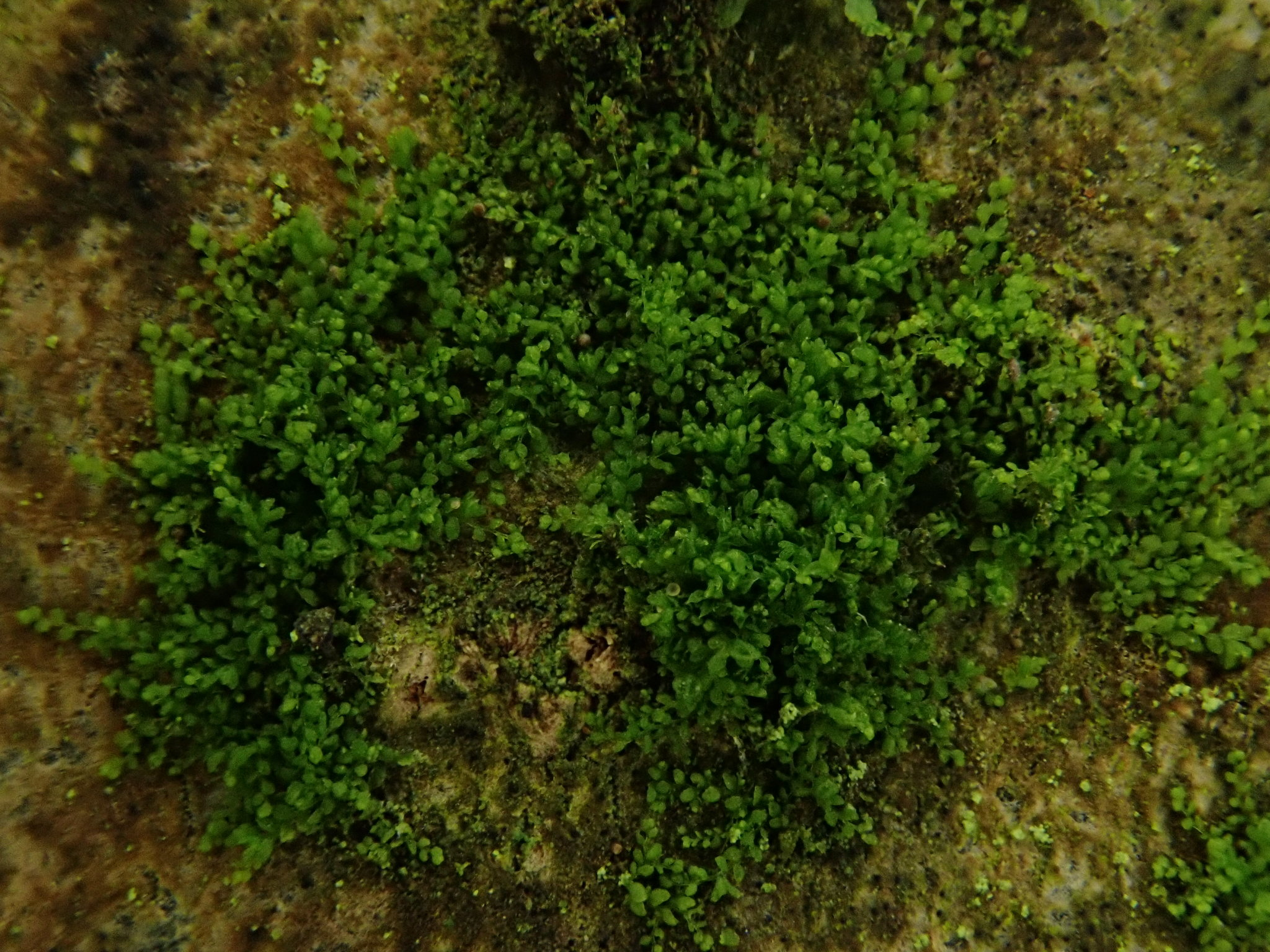
Cololejeunea minutissima

- Cololejeunea madeirensis Schiffn.
- Cololejeunea madothecoides (Steph.) Benedix
- Cololejeunea magillii Pócs
- Cololejeunea magna (Tixier) M.Infante & Heras
- Cololejeunea magnifica Pócs
- Cololejeunea magnilobula (Horik.) S.Hatt.
- Cololejeunea magnipapillosa (Kamim.) P.C.Chen & P.C.Wu
- Cololejeunea magnistyla (Horik.) Mizut.
- Cololejeunea malaccensis Tixier
- Cololejeunea malanjae Steph.
- Cololejeunea malayana Tixier
- Cololejeunea mamillata (Ångstr.) E.A.Hodgs.
- Cololejeunea manilalia Manju, Chandini & K.P.Rajesh
- Cololejeunea manlinensis Tixier
- Cololejeunea maquilingensis Tixier
- Cololejeunea marginata (Lehm. & Lindenb.) Pearson
- Cololejeunea maritima Tixier
- Cololejeunea metzgeriopsis (K.I.Goebel) Gradst., R.Wilson, Ilk.-Borg. & Heinrichs
- Cololejeunea micrandroecia (Spruce) M.Menzel
- Cololejeunea micro-androecia (Spruce) Schiffner ex Mizut.
- Cololejeunea microlejeuneoides (Horik.) S.Hatt.
- Cololejeunea micronesica H.A.Mill. & Bonner
- Cololejeunea microscopica (Taylor) Schiffn.
- Cololejeunea minuscula Pócs
- Cololejeunea minutilobula Herzog
- Cololejeunea mizutaniana Udar & G.Srivast.
- Cololejeunea mizutanii R.M.Schust. & Inoue
- Cololejeunea mocambiquensis S.W.Arnell
- Cololejeunea mooreaensis Tixier
- Cololejeunea moralesiae (Bern.-Lück.) Bernecker & Pócs
- Cololejeunea moramangae Tixier
- Cololejeunea morobensis (Pócs) Pócs
- Cololejeunea mouensis (Tixier) H.A.Mill.
- Cololejeunea murlenensis Sushil K.Singh
- Cololejeunea mutabilis Benedix
- Cololejeunea myriantha (Herzog) S.W.Arnell

## N
- Cololejeunea nakaii (Horik.) H.A.Mill.
- Cololejeunea nakajimae S.Hatt.
- Cololejeunea nanhutashanensis J.D.Yang & S.H.Lin
- Cololejeunea nigerica (E.W.Jones) R.M.Schust.
- Cololejeunea nilgiriensis G.Asthana & S.C.Srivast.
- Cololejeunea ninguana Tixier
- Cololejeunea ninhbinhiana Tixier
- Cololejeunea nipponica (Horik.) S.Hatt.
- Cololejeunea norfolkiensis Stephani
- Cololejeunea norrisii (Pócs) Pócs
- Cololejeunea nosykombae András Szabó & Pócs
- Cololejeunea nymanii (Stephani) Benedix

## O
- Cololejeunea obcordata (Austin) A.Evans
- Cololejeunea obliqua (Nees & Mont.) Schiffn.
- Cololejeunea oblongiperianthia (P.C.Wu & J.S.Lou) Piippo
- Cololejeunea obtusifolia (E.W.Jones) Tixier
- Cololejeunea occidentalis (E.W.Jones) Vanden Berghen
- Cololejeunea ocellata (Horik.) Benedix
- Cololejeunea ocelloides (Horik.) Mizut.
- Cololejeunea oleana Sim
- Cololejeunea olivaceoviridis S.W.Arnell
- Cololejeunea ombrophila Tixier
- Cololejeunea onraedtii Tixier
- Cololejeunea orbiculata (Herzog) S.Hatt.
- Cololejeunea ornata A.Evans
- Cololejeunea oshimensis (Horik.) Benedix
- Cololejeunea ovalifolia A.Evans

## P
- Cololejeunea pacifica Pócs
- Cololejeunea panamensis G.Dauphin & Pócs
- Cololejeunea panchoana Tixier
- Cololejeunea pandei Udar & G.Srivast.
- Cololejeunea paniensis (Tixier) Grolle
- Cololejeunea papilliloba (Steph.) Steph.
- Cololejeunea papillosa (K.I.Goebel) Mizut.
- Cololejeunea papillosa Bernecker & Pócs
- Cololejeunea papuliflora Steph.
- Cololejeunea papulosa R.M.Schust.
- Cololejeunea parallelifolia R.M.Schust.
- Cololejeunea paroica Mizut.
- Cololejeunea parva Vanden Berghen
- Cololejeunea paucifolia (Spruce) Bernecker & Pócs
- Cololejeunea paucimarginata Tixier
- Cololejeunea peculiaris (Herzog) Benedix
- Cololejeunea pentagona (Mitt.) Steph.
- Cololejeunea peponiformis Mizut.
- Cololejeunea peraffinis (Schiffn.) Schiffn.
- Cololejeunea perakensis Tixier
- Cololejeunea plagiochiliana Tixier
- Cololejeunea plagiophylla Benedix
- Cololejeunea planiflora Benedix
- Cololejeunea planifolia (A.Evans) R.M.Schust.
- Cololejeunea planissima (Mitt.) Abeyw.
- Cololejeunea planiuscula Tixier
- Cololejeunea platyneura (Spruce) A.Evans
- Cololejeunea pluridentata P.C.Wu & J.S.Lou
- Cololejeunea pluripunctata Benedix
- Cololejeunea pocsii Tixier
- Cololejeunea polillensis (Stephani) Mizut.
- Cololejeunea polisiana Tixier
- Cololejeunea polyantha (Stephani) H.A.Mill.
- Cololejeunea praerupterum Tixier
- Cololejeunea pretiosa Benedix
- Cololejeunea producta (Mitt.) S.Hatt.
- Cololejeunea pseudo-obliqua Tixier
- Cololejeunea pseudocristallina P.C.Chen & P.C.Wu
- Cololejeunea pseudocuspidata Tixier
- Cololejeunea pseudofloccosa (Horik.) Benedix
- Cololejeunea pseudolatilobula (P.C.Chen & P.C.Wu) But & Gao Cai-hua
- Cololejeunea pseudoplagiophylla P.C.Wu & J.S.Lou
- Cololejeunea pseudopusilla Tixier
- Cololejeunea pseudoschmidtii Tixier
- Cololejeunea pseudoserrata Tixier
- Cololejeunea pseudostephanii Tixier
- Cololejeunea pseudostipulata Schiffn.
- Cololejeunea pterocolea Herzog
- Cololejeunea pteroporum Tixier
- Cololejeunea pulchella (Mitt.) R.M.Schust.
- Cololejeunea punctata (Gottsche) Pearson
- Cololejeunea pusilla Steph.
- Cololejeunea pustulosa Jovet-Ast

## Q
- Cololejeunea quadridentata (S.Hatt.) Grolle

## R
- Cololejeunea raduliloba Steph.
- Cololejeunea ramromensis Pócs
- Cololejeunea reinecheana Stephani
- Cololejeunea reineckeana Steph.
- Cololejeunea renneri Pócs
- Cololejeunea retusula (Mitt.) H.A.Mill.
- Cololejeunea rosellata Mizut.
- Cololejeunea rossettiana (C.Massal.) Schiffn.
- Cololejeunea rotundilobula (P.C.Wu & P.J.Lin) Piippo
- Cololejeunea runssorensis (Steph.) Pócs
- Cololejeunea rupicola (Stephani) S.Hatt.

## S
- Cololejeunea salgadoi Onr.
- Cololejeunea saltuum Tixier
- Cololejeunea sambiroana Tixier
- Cololejeunea sanctae-helenae M.Wigginton
- Cololejeunea saroltae Pócs
- Cololejeunea savesiana (Stephani) R.M.Schust.
- Cololejeunea schaeferi Grolle
- Cololejeunea schmidtii Steph.
- Cololejeunea schusteri Pócs
- Cololejeunea schwabei Herzog
- Cololejeunea selaginellicola Tixier
- Cololejeunea selangorensis Tixier
- Cololejeunea serrata (Steph.) Benedix
- Cololejeunea serrulata Steph.
- Cololejeunea setiloba A.Evans
- Cololejeunea setosa Mizut.
- Cololejeunea sharpii Mizut.
- Cololejeunea shibatae (S.Hatt.) R.M.Schust.
- Cololejeunea shibiensis Mizut.
- Cololejeunea shikokiana (Horik.) S.Hatt.
- Cololejeunea shimizui N.Kitag.
- Cololejeunea siamensis (Stephani) Mizut.
- Cololejeunea siangensis G.Asthana & S.C.Srivast.
- Cololejeunea sicaefolia (Gottsche) Pócs & Bernecker
- Cololejeunea sicifolia (Steph. ex A.Evans) Pócs & Bernecker
- Cololejeunea sigmoidea Jovet-Ast & Tixier
- Cololejeunea sintenisii (Steph.) Pócs
- Cololejeunea sinuosa Onr.
- Cololejeunea skottsbergii Herzog
- Cololejeunea smitinandii Tixier
- Cololejeunea societatis Tixier
- Cololejeunea sophiana Tixier
- Cololejeunea spathulata Jovet-Ast
- Cololejeunea spathulifolia (Steph.) H.A.Mill.
- Cololejeunea sphaerocarpa Tixier
- Cololejeunea sphaerodonta Mizut.
- Cololejeunea spinosa (Horik.) Pandé & R.N.Misra
- Cololejeunea spruceana Tixier
- Cololejeunea standleyi Herzog
- Cololejeunea stellaris Pócs
- Cololejeunea stenophylla Herzog
- Cololejeunea stephanii Schiffn. ex Benedix
- Cololejeunea stoniana Tixier
- Cololejeunea stotleriana Gradst., Ilk.-Borg. & Vanderp.
- Cololejeunea streimannii Pócs
- Cololejeunea stylilobula Tixier
- Cololejeunea stylosa Steph.
- Cololejeunea subalpina Pócs
- Cololejeunea subcardiocarpa Tixier
- Cololejeunea subciliata (Mitt.) R.M.Schust.
- Cololejeunea subcristata A.Evans
- Cololejeunea subfloccosa Mizut.
- Cololejeunea subinflata Tixier
- Cololejeunea subkodamae Mizut.
- Cololejeunea sublatistyla Jian Wang bis & R.L.Zhu
- Cololejeunea submarginata Tixier
- Cololejeunea subminutilobula Mizut.
- Cololejeunea subocelloides Mizut.
- Cololejeunea subscariosa (Spruce) Pócs
- Cololejeunea subsphaeroidea (R.M.Schust.) Pócs
- Cololejeunea subtriapiculata Tixier
- Cololejeunea succinea Tixier
- Cololejeunea surinamensis Tixier

## T
- Cololejeunea tahitensis Tixier
- Cololejeunea takamakae Tixier
- Cololejeunea tamasii Schäf.-Verw.

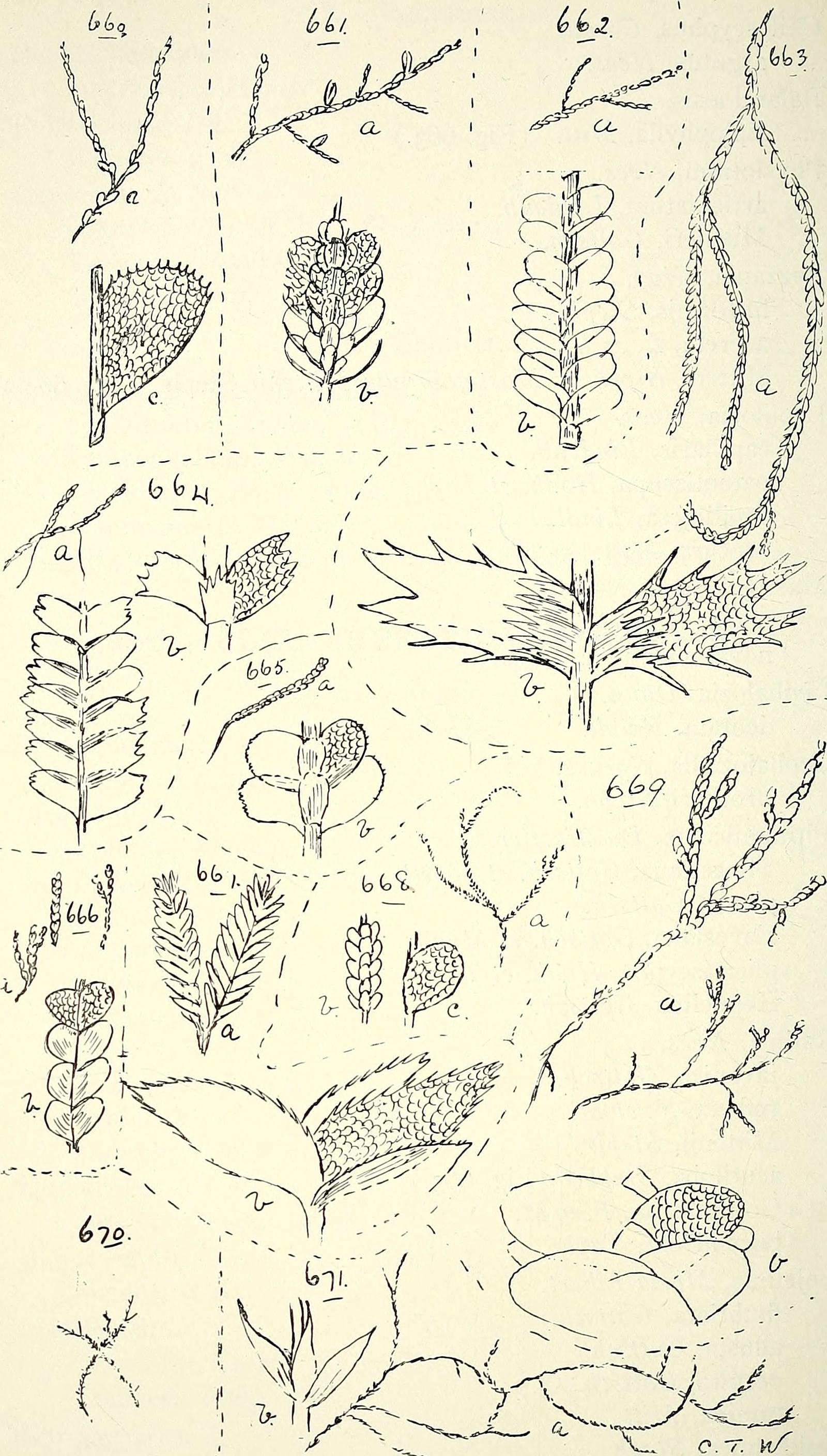
Hình minh họa (675) của Cololejeunea trichomanis (1909)

- Cololejeunea tamatavensis Tixier
- Cololejeunea tamdaoensis Tixier
- Cololejeunea tanneri Pócs
- Cololejeunea tanzaniae Pócs
- Cololejeunea taprobanea Tixier
- Cololejeunea taurifolia Inoue & H.A.Mill.
- Cololejeunea tenella Benedix
- Cololejeunea tenuiparietata Tixier
- Cololejeunea teotonii (V.Allorge & Jovet-Ast) Grolle
- Cololejeunea teurnoumensis Tixier
- Cololejeunea thailandense Tixier
- Cololejeunea thailandensis Tixier
- Cololejeunea thiersiae (Pócs) Pócs
- Cololejeunea thiersiana Tixier
- Cololejeunea timoi Pócs
- Cololejeunea tixieri Onr.
- Cololejeunea tixieriana M.Dey, D.Singh & D.K.Singh
- Cololejeunea tonkinensis Stephani
- Cololejeunea touwii Pócs
- Cololejeunea tranninhiana Tixier
- Cololejeunea triapiculata (Herzog) Tixier
- Cololejeunea tribracteata Tixier
- Cololejeunea trichomanis (Gottsche) Besch.
- Cololejeunea tridentata Tixier
- Cololejeunea trinitensis Tixier
- Cololejeunea tuiwawana Pócs
- Cololejeunea tuksapiana Tixier
- Cololejeunea turbinifera (Spruce) León-Yánez, Gradst., Wegner & Caroline

## U
- Cololejeunea uchimae Amakawa
- Cololejeunea udarii G.Asthana & S.C.Srivast.

## V
- Cololejeunea variifolia (Mitt.) Steph.
- Cololejeunea veillonii Tixier
- Cololejeunea verdoornii (S.Hatt.) S.Hatt.
- Cololejeunea verrucosa Steph.
- Cololejeunea verwimpii Tixier
- Cololejeunea vesicaria (Sande Lac.) Schiffn.
- Cololejeunea vidaliana Tixier
- Cololejeunea vietnamensis Tixier
- Cololejeunea virotana Tixier
- Cololejeunea vitalana Tixier
- Cololejeunea vitaliana Tixier
- Cololejeunea vitiensis (E.O.Campb.) H.A.Mill.
- Cololejeunea vulcania Tixier

## W
- Cololejeunea wattsiana (Stephani) R.M.Schust.
- Cololejeunea wightii Steph.
- Cololejeunea winkleri (M.I.Morales & A.Lücking) Pócs

## X
- Cololejeunea xaveri (Stephani) E.W.Jones

## Y
- Cololejeunea yakusimensis (S.Hatt.) Mizut.
- Cololejeunea yamanakana Kamim.
- Cololejeunea yanoanae Tixier
- Cololejeunea yelitzae Pócs & Bernecker
- Cololejeunea yipii R.L.Zhu
- Cololejeunea yoshinagana (S.Hatt.) Mizut.
- Cololejeunea yulensis (Stephani) Benedix

## Z
- Cololejeunea zangii R.L.Zhu & M.L.So
- Cololejeunea zantenorum Pócs
- Cololejeunea zenkeri (Steph.) E.W.Jones